# M & O Ohlsson

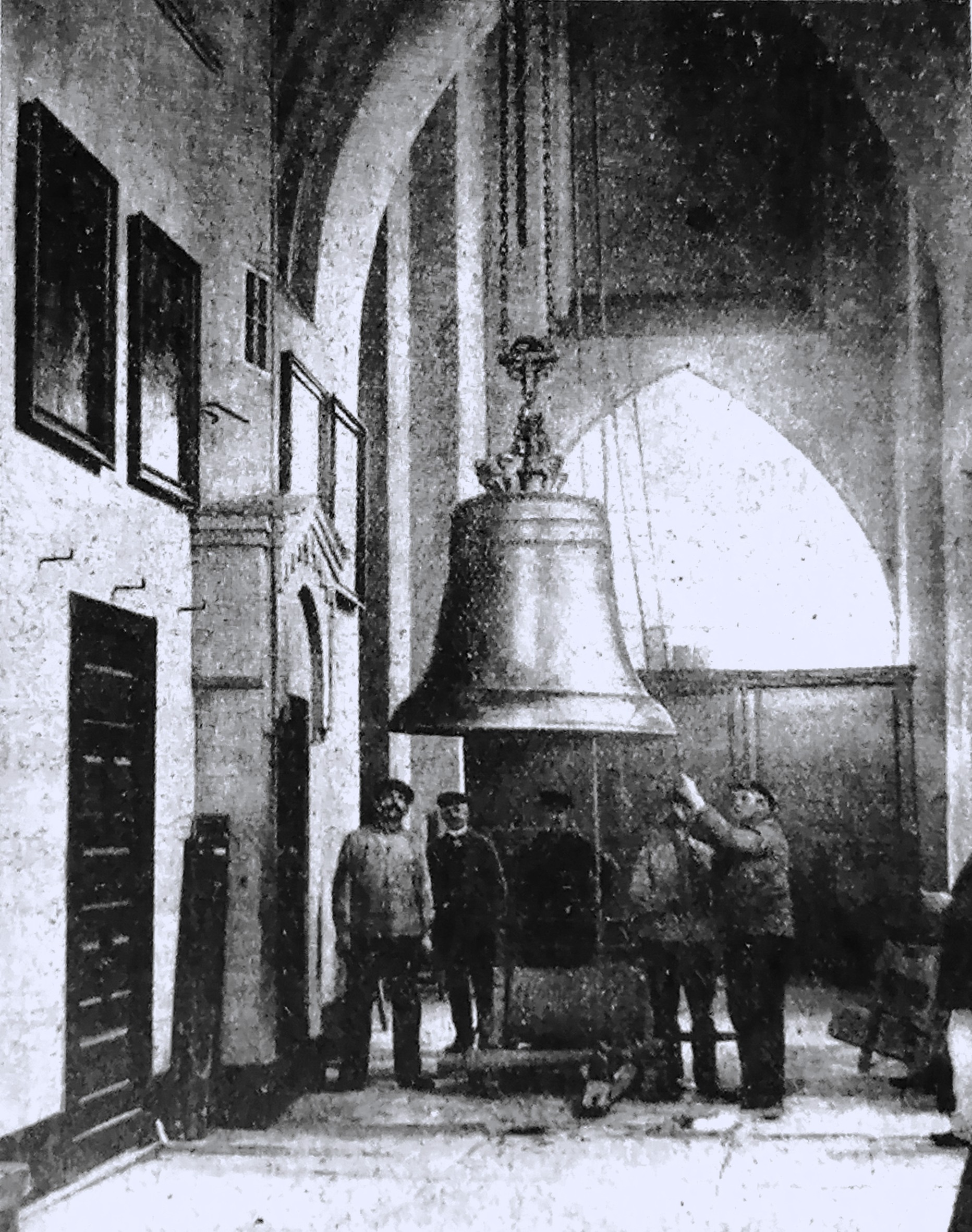
Beförderung der 1994 kg wiegenden Glocke auf den St. Petri-Kirchturm im Mai 1906 durch die Firma.

M & O Ohlsson ist eine schwedische Glockengießerei. Von 1878 bis in die Mitte des 20. Jahrhunderts unterhielt sie einen Zweigbetrieb in Lübeck.

## Geschichte
Der Großvater der Brüder M (Martin Wilhelm) & O (Olof) Ohlsson hatte als einer der ersten Glockengießer 1805 eine Methode zur Reparatur gesprungener Glocken entwickelt, mit der das bis dahin notwendige Umgießen entfiel, und damit bis 1827 bereits ca. 100 Glocken in den verschiedenen Provinzen Schwedens repariert, wofür er von der Patriotischen Gesellschaft in Stockholm mit einer Medaille ausgezeichnet wurde. Bei dem Verfahren wurde der erweiterte Riss der Glocke mit einer besonderen Legierung ausgegossen.
Sein Sohn L. Ohlsson in Ystad und seine beiden Enkel betrieben das Geschäft erfolgreich weiter. 1878 eröffneten sie in Lübeck eine Niederlassung, zunächst in der Depenau, dann in der Luisenstraße 1–9 im Stadtteil Lübeck-St. Gertrud, die bald erfolgreich Aufträge aus ganz Deutschland erhielt. 1878 reparierten sie eine Glocke in Lüchow im Wendland, 1879 zwei Glocken in Krempe, Riesdorf, Buckow in der Märkischen Schweiz und weiteren Orten. In der zeitgenössischen kirchlichen Fachpresse wurde vermerkt, dass diese neue Methode in Bezug auf Billigkeit, Dauerhaftigkeit und Wiederherstellung des ursprünglichen Tones ganz vorzügliche Resultate liefert.

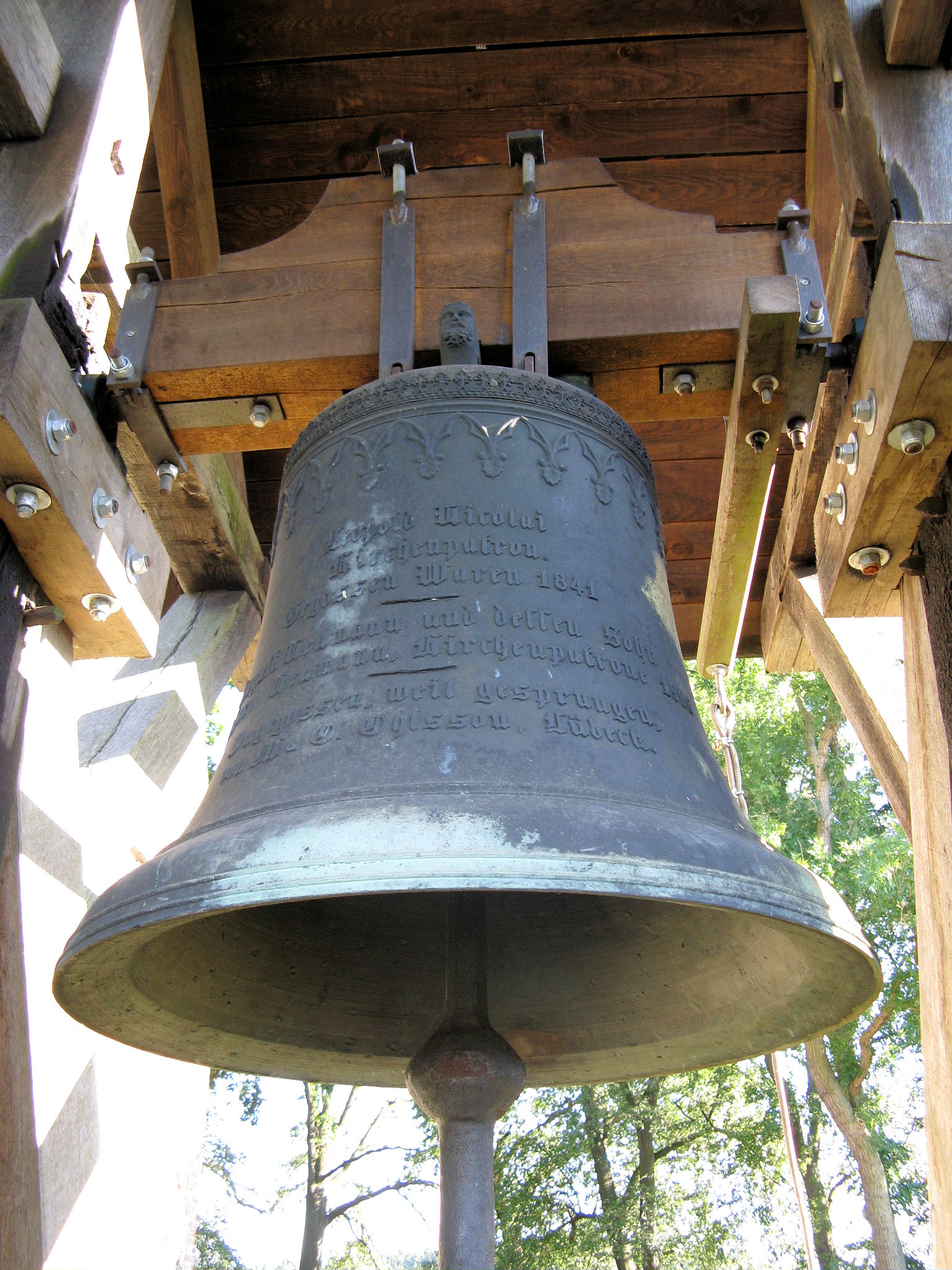
Glocke in Kargow

Ab 1898 kam auch der Neuguss von Glocken dazu, ein Geschäftszweig, der vor dem Ersten Weltkrieg stark expandierte. Ohlsson wurde zum Mecklenburg-Schwerinschen Hofglockengießer ernannt. 1909 goss Ohlsson das Glockenspiel aus 17 Glocken für die Nikolaikirche in Flensburg. In Dänemark sind heute 54 Glocken aus der Ohlssonschen Produktion nachgewiesen.
Viele der von Ohlsson für deutsche Kirchen gegossenen Glocken sind jedoch heute nicht mehr erhalten, weil sie als relativ junge Glocken im Ersten oder Zweiten Weltkrieg abgegeben werden mussten und für Rüstungszwecke eingeschmolzen wurden. Dazu zählt beispielsweise die 1913 für die Nicolaikirche in Lüneburg gegossene Christusglocke. Für den Neubau der St.-Gertrud-Kirche (Lübeck) goss M & O Ohlsson 1909 drei Glocken benannt nach den Reformatoren Luther, Melanchthon und Bugenhagen, von denen die beiden kleineren 1917 (Melanchthon und Bugenhagen) und die größte (Luther) im Zweiten Weltkrieg abgeliefert werden mussten und verloren gingen.
Zu den erhaltenen Glocken der Gießerei gehören die Brandenburger Glocke im Berliner Dom (1913) und die Wächterglocke (1902) im Turm der Marienkirche in Wismar. In beiden Fällen handelt es sich um Kopien frühneuzeitlicher Glocken, die aus deren Metall und unter weitgehender Kopie ihrer Glockenzier entstanden.
Heute ist das Unternehmen in Ystad, das inzwischen M & E Ohlsson heißt, eine von noch zwei existierenden Glockengießereien in Schweden.

## Werke (Auswahl)
| Name                            | Ort                          | Schlagton | Masse (in kg) | Gussjahr | Anmerkungen                                                             |
| ------------------------------- | ---------------------------- | --------- | ------------- | -------- | ----------------------------------------------------------------------- |
| Wächterglocke                   | Wismar, Marienkirche         | des1      | 1560          | 1902     |                                                                         |
| 2-Glocken (Kleine Schlagglocke) | Lübeck, Aegidienkirche       | cis1–h2   |               | 1905     | Große Läuteglocke im 2. Weltkrieg eingeschmolzen, Schlagglocke erhalten |
| 1-Glocke                        | Hamburg, Gustaf Adolfskyrkan | g1        |               | 1906     |                                                                         |
| 3-stimmiges Geläut              | Lübeck, St. Gertrud-Kirche   | d1–e1–g1  |               | 1909     | Bis auf die kleinste Glocke im 2. Weltkrieg eingeschmolzen              |
| 2-stimmiges Geläut              | Aventoft, Evang. Kirche      | gis1–b1   |               | 1911     | Große Glocke im 2. Weltkrieg eingeschmolzen                             |
| Brandenburger Glocke            | Berliner Dom                 | d1        | 2128          | 1913     |                                                                         |
| 2-stimmiges Geläut              | Gnissau, Katharinenkirche    | g1–b1     | 1035          | 1934     | Große Glocke im 2. Weltkrieg eingeschmolzen                             |